# معاهدة السلام بين ألمانيا والولايات المتحدة الأمريكية
معاهدة السلام الأمريكية الألمانية هي معاهدة سلام بين الحكومتين الأمريكية والألمانية، وقعت في برلين في 25 أغسطس 1921، في أعقاب الحرب العالمية الأولى. كان السبب الرئيسي لإبرام تلك المعاهدة هو حقيقة أن مجلس الشيوخ الأمريكي لم يوافق على التصديق على معاهدة السلام المتعددة الأطراف الموقعة في فرساي، مما أدى إلى معاهدة سلام منفصلة. جرى تبادل التصديقات في برلين في 11 نوفمبر 1921، وأصبحت المعاهدة سارية في نفس اليوم. سُجلت المعاهدة في سلسلة معاهدات عصبة الأمم في 12 أغسطس 1922.

## الخلفية
خلال الحرب العالمية الأولى، هُزمت القيصرية الألمانية من قبل قوات الحلفاء، التي كانت الولايات المتحدة واحدة منها. أعلنت الحكومة الأمريكية الحرب على ألمانيا في 6 أبريل 1917. وفي نهاية الحرب في نوفمبر 1918، تمت الإطاحة بالملكية الألمانية وتم تأسيس جمهورية ألمانيا.
في عام 1919، عقدت دول الحلفاء المنتصرة مؤتمر سلام في باريس لصياغة معاهدات سلام مع قوى المركز المهزومة. تم في المؤتمر إبرام معاهدة سلام مع الحكومة الألمانية. كانت حكومة الولايات المتحدة من بين الموقعين على تلك المعاهدة، لكن مجلس الشيوخ الأمريكي رفض الموافقة على التصديق على المعاهدة، ويرجع ذلك إلى حد كبير إلى اعتراضاته على مشاركة الولايات المتحدة في عصبة الأمم.
ونتيجةً لذلك، بدأت الحكومتان المفاوضات بشأن معاهدة سلام ثنائية غير مرتبطة بعصبة الأمم. في 2 يوليو 1921، وقع الرئيس الأمريكي وارن جي. هاردينغ قرار نوكس – بورتر، الذي تم تمريره من قبل الكونغرس الأمريكي وأنهى حالة الحرب بين الولايات المتحدة وألمانيا والنمسا والمجر، مما مهد الطريق لمزيد من معاهدات السلام الثنائي. تم توقيع المعاهدة بين الولايات المتحدة وألمانيا، والتي تحمل عنوانًا رسميًا «المعاهدة بين الولايات المتحدة وألمانيا لاستعادة العلاقات الودية» في برلين في 25 أغسطس 1921. نصح مجلس الشيوخ الأمريكي بالتصديق في 18 أكتوبر 1921 وصدّق الرئيس هاردينغ على المعاهدة في 21 أكتوبر 1921. صدقت ألمانيا على المعاهدة في 2 نوفمبر 1921، وجرى تبادل التصديقات في برلين في 11 نوفمبر 1921.

## شروط المعاهدة
ألزمت المادة الأولى الحكومة الألمانية بمنح حكومة الولايات المتحدة جميع الحقوق والامتيازات التي تتمتع بها القوى المتحالفة الأخرى التي صدقت على معاهدة السلام الموقعة في باريس. حددت المادة 2 مواد معاهدة فرساي التي تنطبق على المادة 3 الأمريكية المنصوص عليها لتبادل التصديقات في برلين.

## العواقب
أرست المعاهدة أسس تعاون أمريكي ألماني دون إشراف صارم من عصبة الأمم. ونتيجة لذلك، شرعت حكومة الولايات المتحدة في مسار المساعدة الجزئية لحكومة جمهورية فايمار لتخفيف عبء تعويضات الحرب المفروضة في معاهدة فرساي. وبعد إبرام معاهدة السلام، أعيد تأسيس العلاقات الدبلوماسية بين الحكومتين، وفي 10 ديسمبر 1921، قدم القائم بالأعمال الأمريكي الجديد - إليس لورينج دريسل أوراق اعتماده في برلين.
تم استكمال المعاهدة بمعاهدة وُقعت في برلين في 10 أغسطس 1922، والتي نصت على إنشاء لجنة مختلطة أمريكية ألمانية لتحديد مقدار التعويضات التي ستدفعها الحكومة الألمانية إلى الولايات المتحدة.

## روابط خارجية
- الوثائق الأساسية - معاهدة السلام الأمريكية مع ألمانيا، 25 أغسطس 1921
- معاهدة السلام الأمريكية مع ألمانيا
- نص المعاهدة التكميلية